# Dactyloscopus
Dactyloscopus is een geslacht van straalvinnige vissen uit de familie van zandsterrenkijkers (Dactyloscopidae). Het geslacht is voor het eerst wetenschappelijk beschreven in 1859 door Gill.

## Soorten
- Dactyloscopus amnis R. R. Miller & Briggs, 1962
- Dactyloscopus boehlkei C. E. Dawson, 1982
- Dactyloscopus byersi C. E. Dawson, 1969
- Dactyloscopus comptus C. E. Dawson, 1982
- Dactyloscopus crossotus Starks, 1913
- Dactyloscopus elongatus G. S. Myers & Wade, 1946
- Dactyloscopus fallax C. E. Dawson, 1975
- Dactyloscopus fimbriatus (Reid, 1935)
- Dactyloscopus foraminosus C. E. Dawson, 1982
- Dactyloscopus heraldi C. E. Dawson, 1975
- Dactyloscopus insulatus C. E. Dawson, 1975
- Dactyloscopus lacteus (G. S. Myers & Wade, 1946)
- Dactyloscopus lunaticus C. H. Gilbert, 1890
- Dactyloscopus metoecus C. E. Dawson, 1975
- Dactyloscopus minutus C. E. Dawson, 1975
- Dactyloscopus moorei (Fowler, 1906)
- Dactyloscopus pectoralis T. N. Gill, 1861
- Dactyloscopus poeyi T. N. Gill, 1861
- Dactyloscopus tridigitatus T. N. Gill, 1859
- Dactyloscopus zelotes D. S. Jordan & C. H. Gilbert, 1896